# Beyond Lies
Pour plus de détails, voir Fiche technique et Distribution.
Beyond Lies (The Adderall Diaries) est un thriller dramatique américain réalisé par Pamela Romanowsky, sorti en 2015.

## Synopsis
Romancier en panne d’inspiration, lors du procès d’un meurtrier, Stephen Elliott doute de la culpabilité du prévenu et va faire sa propre enquête.

## Fiche technique
- Titre : Beyond Lies
- Titre original : The Adderall Diaries
- Réalisation : Pamela Romanowsky
- Scénario : Pamela Romanowsky, d'après l'œuvre de Stephen Elliott
- Musique : Michael Andrews
- Montage : Marc Vives
- Photographie : Bruce Thierry Cheung
- Décors : Graham Wichman
- Costumes : Brenda Abbandandolo
- Producteur : James Franco, Vince Jolivette, Joseph McKelheer et James Reach
  - Coproducteur : Anthony Brandonisio
  - Producteur délégué : Robert Redford
  - Producteur exécutif : Marni Zelnick
- Production : Rabbit Bandini Productions
- Distribution : A24 Films
- Pays d'origine :  États-Unis
- Durée : 105 minutes
- Genre : Thriller dramatique
- Dates de sortie :
  - États-Unis : 16 avril 2015 (Festival du film de Tribeca) ; 15 avril 2016 (sortie limitée)
  - France : 7 septembre 2016

## Distribution
- James Franco : Stephen Elliott
- Christian Slater : Hans Reiser
- Amber Heard : Lana Edmond
- Ed Harris : Neil Elliott
- Jim Parrack : Roger Dimitrov
- Casper Andreas : Nate Sweetzer
- Wilmer Valderrama : Josh
- Cynthia Nixon : Jen Davis
- Timothée Chalamet : Stephen adolescent
- Jessica Leccia : la pharmacienne